# Dawna
La catena dei monti Dawna (in birmano: ဒေါနတောင်တန်း, traslitterazione: Dau:na. Taung:tan:; in thailandese ทิวเขาดอยมอนกุจู, Thiw Khao Doi Monguju) è una catena montuosa situata tra la parte orientale della Birmania e quella nord-occidentale della Thailandia.

## Geografia
Il limite settentrionale si trova nello Stato Kayah di Birmania nel punto in cui terminano i monti Daen Lao, una catena che attraversa lungo l'asse nordest-sudovest la parte meridionale dell'Altopiano Shan. I Dawna si estendono verso sud per 350 km lungo lo Stato Kayin fino ai Monti del Tenasserim, che proseguono verso sud e formano la spina dorsale della penisola malese. I monti Dawna sono il limite orientale della valle del Saluen e segnano nel loro tratto a nord il confine con la Thailandia. La vetta più alta è il Mela Taung con i suoi 2080 metri di altitudine, il Mulayit Taung è la seconda con 2.005 metri e si trova nella parte sud della catena.
Secondo quanto riportato sul sito del Ministero della Difesa thailandese, la catena sarebbe il ramo occidentale dei monti Thanon Thong Chai, il maggiore gruppo montuoso della Thailandia che si estende nel nord-ovest del paese. Il ramo centrale e orientale dei Thanon Thong Chai si uniscono verso sud con i Dawna, attraversano la provincia di Tak e terminano al Passo delle Tre Pagode, in provincia di Kanchanaburi, dopo il quale hanno inizio i Monti del Tenasserim.

## Ecologia
Tra le specie rare dei monti Dawna vi sono la tigre indocinese, l'elefante asiatico, il muntjak del Tenasserim, il bucero birmano la pitta di Gurney, Da un punto di vista ecologico e geologico, i Monti Dawna sono assimilabili ai contigui Monti del Tennasserim e ai Monti Karen  della Birmania, assieme ai quali sono a volte chiamati "Dawna
Tenasserim" o anche "Kayah-Karen/Tenasserim". Sono ricoperti da foreste pluviali tropicali di latifoglie e fanno parte dell'ecoregione delle foreste pluviali Kayah-Karen/Tenasserim, compresa nella lista Global 200 del WWF delle prioritarie ecoregioni da preservare.
La catena fa parte del "Western Forest Complex", corridoio di conservazione delle biodiversità di Thailandia e Birmania, che comprende 19 parchi nazionali e santuari della vita selvatica e interessa un'area di 18.730 kmm², una delle maggiori aree protette del Sud-est asiatico. Tra questi parchi vi sono in Thailandia i confinanti santuari della vita selvatica di Thungyai e Huai Kha Khaeng, che assieme sono uno dei patrimoni dell'umanità riconosciuti dall'UNESCO.

## Storia
Durante la conquista giapponese della Birmania nella seconda guerra mondiale, i Monti Dawna furono la base per le truppe dei karen che combatterono contro l'Esercito imperiale giapponese a fianco dei britannici. In tempi più recenti, gli abusi compiuti dall'Esercito birmano contro le minoranze etniche della zona, hanno portato alla creazione di diversi campi profughi sul lato thailandese dei Dawna che danno asilo ai rifugiati provenienti dalla Birmania. Numerose mine terrestri sono state piazzate lungo l'area di frontiera.